# Schematheorem
Das Schematheorem nach John H. Holland behandelt das Konvergenzverhalten genetischer Algorithmen. Das Theorem beweist, dass sich Individuen mit überdurchschnittlicher Fitness mit höherer Wahrscheinlichkeit durchsetzen.

## Herleitung
Das Schematheorem betrachtet das Genom eines Individuums, in der Regel also eine Bitkette, die Werte kodiert. Zunächst muss der Begriff Schema erläutert werden: Ein Schema ist ein Bitmuster, das eine Menge von Bitketten repräsentiert. Ein Schema besteht aus den Zeichen 0 1 oder #. Das Zeichen # fungiert als Platzhalter für eine 0 oder 1.
Beispielsweise repräsentiert das Schema {\displaystyle \#101\#} die folgende Menge von Bitketten: {\displaystyle \{01010,01011,11011,11010\}}.
Das Schematheorem berechnet nun den Erwartungswert dafür, dass ein gewisses Schema {\displaystyle H} von einer Generation zur nächsten „überlebt“. Hierzu werden die drei zentralen Schritte eines Genetischen Algorithmus untersucht:
- Selektion
- Crossover (Rekombination)
- Mutation

Es wird eine Population bestehend aus {\displaystyle N} binären Genomen der Länge {\displaystyle l} zu einem Zeitpunkt {\displaystyle t} betrachtet. Die verwendete Fitnessfunktion {\displaystyle f} sei normiert und für alle Bitketten der Länge {\displaystyle l} definiert.
Im Zuge der Herleitung werden folgende Definitionen verwendet:
{\displaystyle o(H,t)}
Anzahl der Genome zum Zeitpunkt {\displaystyle t}, die das Schema {\displaystyle H} enthalten.
{\displaystyle d(H)}
Durchmesser des Schemas {\displaystyle H}, definiert als Länge der kürzesten Teilkette, die noch alle festen Bits des Schemas enthält, z. B {\displaystyle d(\#0101\#\#1\#\#)=7}.
{\displaystyle b(H)}
Anzahl der festen Bits in {\displaystyle H}, z. B. {\displaystyle b(\#\#0\#\#11\#)=3}

### Selektion
Da die Fitness normiert ist, gilt für die Wahrscheinlichkeit {\displaystyle p}, dass eine bestimmte Elternkette {\displaystyle H_{i}} aus einer Population ausgewählt wird: {\displaystyle p(H_{i})=f(H_{i})}
Seien nun ohne Einschränkung {\displaystyle H_{1},\dotsc ,H_{o(H,t)}} alle diejenigen Bitketten der Population zur Zeit {\displaystyle t}, die das Schema {\displaystyle H} enthalten.
Die Fitness des Schemas {\displaystyle H} wird dann definiert als Durchschnitt der Fitness aller Individuen: {\displaystyle f(H)={\frac {f(H_{1})+\dotsc +f(H_{o(H,t)})}{o(H,t)}}}.
Die Wahrscheinlichkeit, dass eine Kette ausgewählt wird, die {\displaystyle H} enthält, ist somit: {\displaystyle P_{Sel}=p(H_{1})+\dotsc +p(H_{o(H,t)})=o(H,t)f(H).}
Für die Wahrscheinlichkeit, dass zwei Elternketten, die beide {\displaystyle H} enthalten, ausgewählt werden, gilt: {\displaystyle P_{2}={P_{Sel}}^{2}}.

### Rekombination (Crossover)
Beim 1-Point-Rekombination wird zunächst ein Trennpunkt zwischen den Bitstellen 1 und l-1 gewählt. Falls beide Elternteile {\displaystyle H} enthalten, so enthält auch die Tochterkette dieses Schema. Enthält nur eine Elternkette das Schema, so wird {\displaystyle H} im Mittel in der Hälfte der Fälle weitergegeben, falls es nicht beim Crossover selbst durchtrennt wird.
Die Wahrscheinlichkeit, dass es nicht durchtrennt wird, ist: {\displaystyle {\overline {P_{Cut}}}=1-{\frac {d(H)-1}{l-1}}.}
Damit gilt für die Wahrscheinlichkeit {\displaystyle W}, dass beim Crossover das Schema {\displaystyle H} weitergegeben wird: {\displaystyle W\geq P_{2}+{\frac {1}{2}}P_{1}{\overline {P_{Cut}}}.}
Falls beim Crossover das Schema {\displaystyle H} durchtrennt wird, besteht die Möglichkeit, dass das fehlende Teilstück an passender Stelle in der anderen Elternkette enthalten ist. Daher rührt die Ungleichung. Falls 2-Point-Crossover durchgeführt wird, hat das lediglich Auswirkungen auf {\displaystyle P_{Cut}}, die Wahrscheinlichkeit, dass das Schema durchtrennt wird, steigt.

### Mutation
Sei {\displaystyle p} die Mutationswahrscheinlichkeit, das heißt, jedes Bit der neuen Kette wird mit der Wahrscheinlichkeit {\displaystyle p} negiert. Dies bedeutet, dass das Schema {\displaystyle H} mit {\displaystyle b(H)} festen Bits mit der Wahrscheinlichkeit {\displaystyle {\overline {P_{Mut}}}=(1-p)^{b(H)}} erhalten bleibt.
Wird dieser Effekt berücksichtigt, so ergibt sich für die Wahrscheinlichkeit {\displaystyle W'}, dass eine durch die Operatoren Crossover und Mutation erzeugte Kette das Schema {\displaystyle H} enthält:
{\displaystyle W'=W{\overline {P_{Mut}}}}
{\displaystyle W'\geq \left(P_{2}+{\frac {1}{2}}P_{1}{\overline {P_{Cut}}}\right){\overline {P_{Mut}}}}
{\displaystyle W'\geq \left(P_{Sel}^{2}+P_{Sel}\left(1-P_{Sel}\right)\left(1-{\frac {d(H)-1}{l-1}}\right)\right)(1-p)^{b(H)}\,.}
Mit {\displaystyle P_{Sel}=o(H,t)f(H)}.

### Fazit
Werden also insgesamt {\displaystyle N} neue Ketten erzeugt, so gilt für den Erwartungswert der Anzahl der Ketten, die das Schema {\displaystyle H} zum Zeitpunkt {\displaystyle t+1} enthalten: {\displaystyle \langle o(H,t+1)\rangle =NW'}
Die letzten beiden Formeln zeigen, dass Schemata mit überdurchschnittlicher Fitness und kleinem Durchmesser sich mit großer Wahrscheinlichkeit durchsetzen. Die Reproduktionswahrscheinlichkeit steigt aber auch mit der Häufigkeit eines Schemas {\displaystyle o(H,t)}. Das heißt, ein durchschnittliches Schema kann sich innerhalb einer Population durchsetzen, wenn es oft genug vorkommt. Dieser Effekt wird genetisches Driften genannt.
Weiterhin verdient der Faktor {\displaystyle {\overline {P_{Mut}}}=(1-p)^{b(H)}} Beachtung. Eine hohe Mutationsrate {\displaystyle p} bewirkt eine verstärkte Destruktion erfolgreicher Muster. Andererseits ist eine gewisse Mutationshäufigkeit nötig, um den Suchraum möglichst umfassend zu durchsuchen. Durch Justierung von {\displaystyle p} kann also die Suchaktivität des Algorithmus gesteuert werden.